# Брус Пејн
Брус Мартин Пејн (енгл. Bruce Martyn Payne; 22. новембар 1958. у Едлстоуну), је енглески глумац, продуцент, сценариста. Најпознатији је по улогама у акционим и фентази филмовима.
Најпознатији по главним негативним улогама у акционим филмовима Горштак: Крај игре, Вештац 3: Последња битка, Путник 57, Лагуми и змајеви и његовом наставку.